# بطولة مرسيليا للتنس
بطولة مرسيليا للتنس هي بطولة تلعب على الأراضي الصلبة , وتندرج تحت قائمة بطولات رابطة محترفي كرة المضرب ال250 نقطة. تقام البطولة في مدينة مرسيليا في فرنسا كل عام.